# Moderní gymnastika na Letních olympijských hrách 2012
Moderní gymnastika na Letních olympijských hrách 2012.

## Medailistky
| Soutěž           | Zlato | Stříbro | Bronz |
| ---------------- | --- | --- | --- |
| jednotlivkyně    | Jevgenija Kanajevová · Rusko (RUS) | Darja Dmitrijevová · Rusko (RUS) | Ljubov Čarkašinová · Bělorusko (BLR) |
| společné skladby | Rusko (RUS) · Ksenija Dudkinová · Alina Makarenková · Uljana Donskovová · Anastasja Blizňuková · Karolina Sevasťjanovová · Anastasja Nazarenková | Bělorusko (BLR) · Maryna Hančarovová · Anastasja Ivankovová · Natalija Leščyková · Aljaksandra Narkevičová · Ksenija Sankovičová · Alina Tumilovičová | Itálie (ITA) · Elisa Blanchiová · Romina Lauritová · Marta Pagniniová · Elisa Santoniová · Anzhelika Savrayuková · Andreea Stefanescuová |